# Historia de la Agricultura en el Perú
Gran parte de la historia del Perú ha tenido lugar en donde se ubicaban las tierras cultivables. Las regiones costeras más pobladas del Perú son las dos cadenas montañosas paralelas y la serie de 20 a 30 ríos que recorren el desierto.
En los períodos secos, solo las montañas están lo suficientemente húmedas para la agricultura y la costa desértica está vacía, mientras que en los períodos húmedos muchas culturas han prosperado a lo largo de los ríos de la costa. Los conocidos incas eran una cultura basada en la montaña que se expandió cuando el clima se hizo más húmedo, a menudo enviando a los pueblos conquistados desde las montañas a las tierras bajas desarmadas pero cultivables. En contraste, los moche eran una cultura de tierras bajas que se extinguió después de un fuerte El Niño, que causó lluvias anormalmente altas e inundaciones, a las que siguió una larga sequía.
Un estudio ha demostrado que los cultivos de calabaza, maní y algodón se domesticaron en el Perú hace unos 10.000, 8.500 y 6.000 años, respectivamente. Fueron cultivados por los Ñanchoc en el valle de Ñanchoc. No se conocen casos anteriores del cultivo de estos cultivos.
Perú está afligido y bendecido por un clima peculiar debido a la Corriente de Humboldt. Antes de que la pesca excesiva matara a su pesquería, Perú tenía la pesquería más productiva del mundo debido a la corriente fría de Humboldt. La corriente trae nutrientes de una gran parte del piso del Pacífico a la puerta de Perú. En tierra, se traduce en una neblina fría que cubre el Perú costero en la medida en que las plantas del desierto se han adaptado para obtener agua del aire en lugar de la lluvia poco frecuente. El suelo en el lado húmedo de las montañas es delgado y los ríos en el lado seco son pocos. Esto significa que toda el agua debe traerse del lado Atlántico de las cordilleras que dividen el Perú.
Había muchos obstáculos para mejorar la producción agrícola del Perú. Desde la conquista de los incas, el Perú siempre ha sido rico en recursos naturales como el estaño, la plata, el oro, el guano y el caucho. Estos recursos comparten el atributo de que, al menos en Perú, se encontraron, no se cultivaron. Las vías del tren tendidas en el Perú no conectaron a sus pueblos, conectaron las fuentes de estos valiosos recursos al mar. Así que hay pocas formas de llevar productos agrícolas al mercado. El sistema vial aún es primitivo en Perú, no hay conexión con Brasil y solo un poco más de una cuarta parte del sistema vial inca del siglo XV se ha reconstruido como la carretera moderna. Otro obstáculo es el tamaño de la economía informal del Perú. Esto evita que Perú aplique prácticamente un impuesto a la renta, lo que significa que gran parte de sus ingresos proviene de un impuesto del 13% sobre las ventas agrícolas brutas. Esto significa que los agricultores peruanos deben producir mucho más producto por dólar solo para compensar a los agricultores en países que imponen impuestos a los agricultores sobre la ganancia neta. No tienen ninguna posibilidad de competir con productos agrícolas de países que subsidian a los agricultores, como Japón, Estados Unidos y Europa.
Hoy en día, Perú cultiva productos agrícolas como espárragos, papas, maíz, arroz y café. [3] Perú proporciona la mitad de la oferta mundial de quinua. [4] La agricultura peruana utiliza fertilizantes sintéticos en lugar del guano, aún abundante, debido a problemas de infraestructura. El maíz no es exportable debido a los grandes subsidios en Europa y los Estados Unidos a sus productores de alto costo, pero el café es exportable. En los últimos años, Perú se ha convertido en la principal fuente mundial de café orgánico de alta calidad. [5] Perú no tiene un programa de control de calidad como el de Kenia, pero su gobierno ha trabajado para educar a los agricultores sobre cómo mejorar la calidad. A pesar del exceso de productores de café en el mercado actual, la producción de café en Perú sigue siendo prometedora. Naturalmente tiene las altas altitudes y la sombra parcial deseada por Coffea arabica, y tiene mucho más terreno disponible que competidores como Jamaica y Hawái.
De acuerdo a un estudio del Banco Interamericano de Desarrollo (BID) sobre innovación en la gastronomía peruana (2022), el desarrollo de la gastronomía del Perú en los últimos 30 años tuvo un impacto positivo sobre el desarrollo de su sector agrícola. En el estudio, el chef Pedro Miguel Schiaffino señala: “la papa nativa, de ser desconocida pasó a ser conocida, empezó a estar en los supermercados. Hubo empresas que hicieron chips de papa nativa y se exportan”. Algo similar ocurre con la quinua.
La cocinera Mónica Huerta considera que la difusión de la gastronomía peruana generó una reorientación de la demanda hacia productos agrícolas tradicionales del Perú, como, por ejemplo, hacia variedades de papas que no eran muy conocidas o productos locales de Arequipa, como la cebolla y el ajo arequipeños.

## Acueductos y terrazas

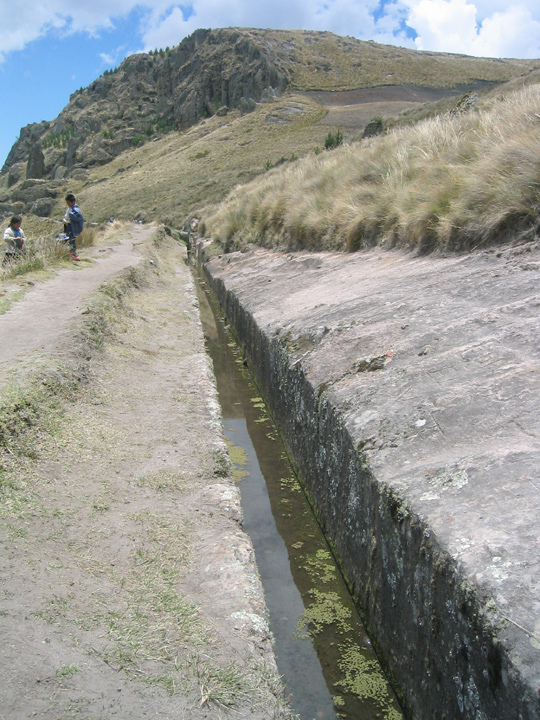
Acueducto en Cumbemayo

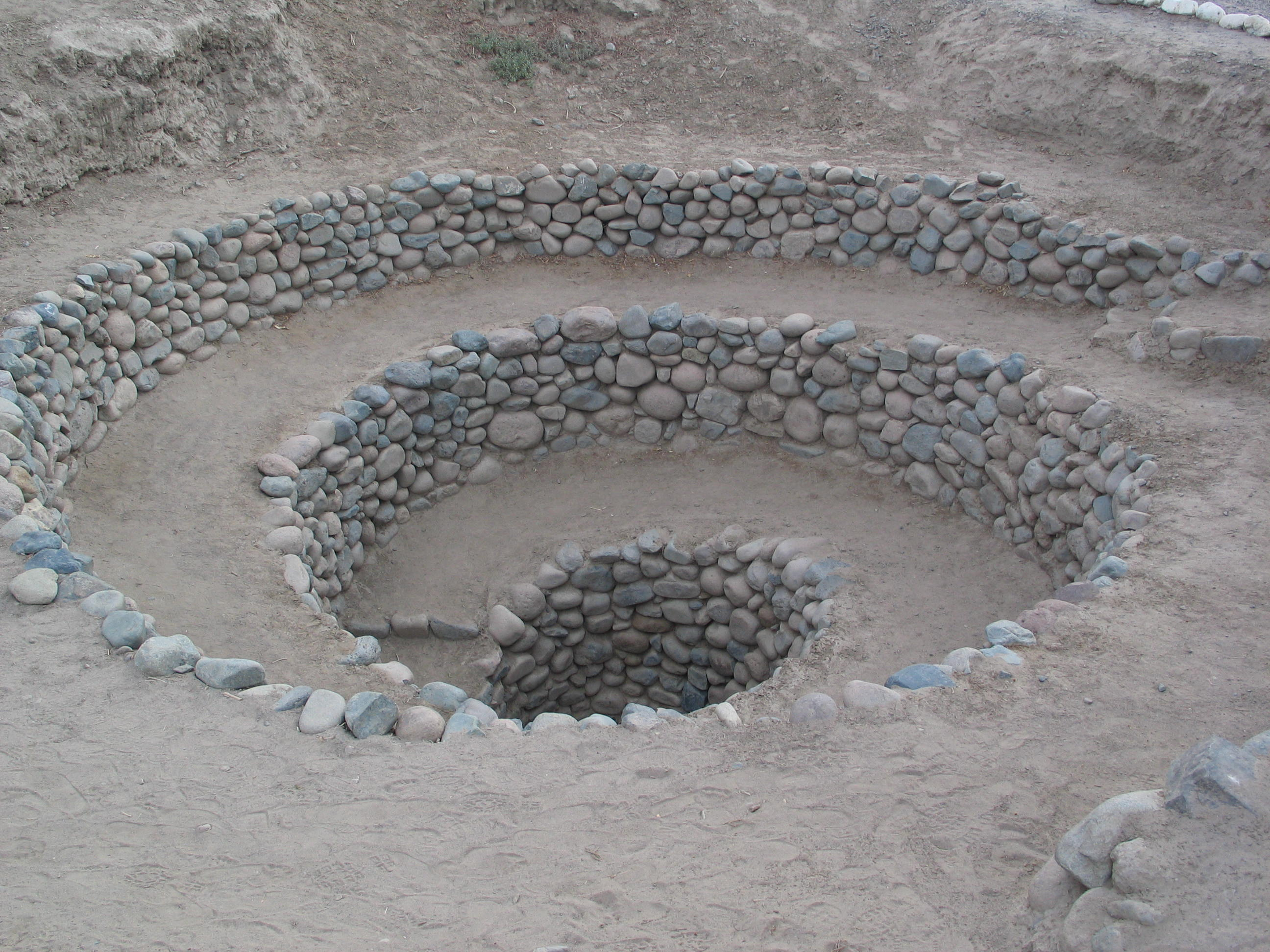
Una entrada a los puquios de nazca

Los antiguos pueblos del Perú construyeron tecnologías de conservación y movimiento de agua como los acueductos de Cumbemayo (c. 1500 a.C.) o los acueductos subterráneos de Nazca llamados Puquios (fecha incierta), o los jardines en terrazas de los Huari. Los acueductos también fueron utilizados por los Moche. .
Otra técnica utilizada para adaptar la tierra escarpada de las montañas de los Andes para la agricultura fue a través de terrazas. Los chavines, [7] los moche, [6] y los incas construyeron terrazas, o andenes, en los lados de las colinas. Los andenes redujeron la erosión del suelo que normalmente sería alta en una colina empinada. Estas terrazas todavía se utilizan en Perú. [8] Los incas también regaron sus campos con un sistema de reservorios y cisternas para recolectar agua, que luego fue distribuida por canales y zanjas..
Sin embargo, a mediados del siglo XIX, solo el 3% de las tierras de Perú aún eran cultivables. Quedó muy por detrás de muchos otros países sudamericanos en la agricultura.

## Guano Peruano
En el siglo XIX, el guano (salitre) de fertilizantes incas se convirtió en el recurso más importante en la historia moderna de Perú, tanto por su uso como fertilizante como por la pólvora. Un hábitat y un clima notablemente ideales en las islas del guano de Perú permitieron que el suministro de guano se acumulara durante cientos de años. La corriente de Humboldt, rica en nutrientes, de la costa de Perú, una vez atrajo a miles de anchoas y otros peces, que a su vez, atrajeron a miles de aves. La población de cormoranes de pecho blanco, pelícanos grises y piqueros floreció debido a la falta de depredadores. El guano, o los excrementos de las aves, las aves dejadas atrás pudieron retener su contenido de nitrato debido al clima árido. Entre 1840 y 1880, Perú vendió alrededor de 20 millones de toneladas de guano, a razón de cientos de miles de toneladas por año, principalmente a Gran Bretaña. Perú obtuvo unos 2 billones de dólares en ganancias.
Pero Perú perdió sus reservas de guano a Chile en la Guerra del Pacífico. A fines del siglo XIX, el 50% de los ingresos del gobierno peruano iba a pagar los préstamos que se habían garantizado con fuentes de guano que Perú había perdido para Chile. Estas deudas se pagaron finalmente enviando todo el guano restante a Francia cuando se preparaban para la guerra. . Los alemanes inventaron el proceso de Haber poco después del estallido de la Primera Guerra Mundial, después de lo cual el guano se convirtió en casi inútil.
El resto de las reservas de guano de Perú se estaba agotando. El gobierno respondió restringiendo la industria del guano para ayudar a estabilizar el suministro de guano. El colapso de la población de aves del Perú después del colapso de la pesquería también limita el suministro futuro del fertilizante.

## Agricultura peruana (1930 - 1965)
En este periodo la agricultura se caracterizó por su importancia en las exportaciones nacionales, particularmente a través del algodón y el azúcar, así como por las tensiones sociales que llevaron a importantes movilizaciones campesinas. Esta fue una etapa de transición entre el modelo agrario tradicional, con características heredadas de la época colonial, y las tensiones que condujeron a la Reforma Agraria de 1969. 

### Ámbito económico

#### Rol en las exportaciones
Entre 1930 y 1965, la agricultura cumplió un rol clave en las exportaciones peruanas, aportando a la entrada de divisas en la economía, las cuales eran esenciales para financiar la importación de maquinaria e insumos necesarios para sostener el aparato productivo que dependía de estos. Los principales productos agrícolas de exportación fueron el algodón y el azúcar, cuya participación en el valor agregado de las exportaciones experimentó cambios a lo largo del periodo. En la década de 1930, estos productos representaron conjuntamente el 32% del valor total de las exportaciones, cifra que alcanzó un máximo de 41% en los años 40. Su importancia relativa disminuyó al 35% en la década de 1950 y cayó al 18% en los años 60, esto debido a la creciente importancia de la harina de pescado y el cobre como productos de exportación del país.

#### Importancia en la economía doméstica
Las agroexportaciones desempeñaron un papel central en la acumulación de riqueza de las élites terratenientes, cuyas haciendas se extendían por la costa central y norte, y tenían una fuerte influencia no solo en la dinámica económica en esas regiones, sino también en la sierra, a través de la demanda de trabajadores estacionales, alimentos e insumos. De este modo, cultivos importantes como el algodón y el azúcar también impulsaron el desarrollo de industrias locales.
Por un lado, el algodón, además de demandar insumos locales como guano y mulas, era utilizado como insumo en la industria textil, que aprovechaba su fibra; mientras que de su semilla se elaboraba aceite para uso doméstico, y la cáscara se utilizaba como alimento para del ganado. Por otro lado, el azúcar también tuvo diversas aplicaciones en la industria local, incluyendo su uso como insumo para la fabricación de bebidas gasificadas y dulces, productos con una creciente demanda en la alimentación cotidiana. Además, algunas haciendas azucareras desarrollaron industrias derivadas, como la fabricación de aguardiente y ron a partir de la caña de azúcar, así como de papel a partir del bagazo 
Durante este periodo, la agricultura absorbía gran parte de la fuerza de trabajo nacional. Entre 1940 y 1961, la Población Económicamente Activa (PEA) en el sector agropecuario, en términos absolutos, se mantuvo sin grandes cambios alrededor de 1.5 millones de personas. Sin embargo, su importancia relativa respecto a la PEA total se redujo de 62.5% en 1940 a 50.5% en 1961. El estancamiento de la fuerza laboral agropecuaria se asocia al estancamiento productivo del sector a partir de la década del 60, pues hubo una paulatina reducción de la tasa de crecimiento anual de la agricultura. Como consecuencia, se tuvo la imposibilidad de absorber la mano de obra rural, lo que a su vez provocó altas tasas de migración.       

### Estructura agraria

#### Relaciones laborales
En cuanto a las relaciones sociales y de control laboral, en las haciendas estas mantenían similitudes con los antecedentes coloniales. Los campesinos estables continuaron ejecutando diversos servicios para el hacendado, como servicio personal en la casa hacienda, cuidado de animales, transporte de bienes y trabajo en los campos de la hacienda; generalmente sin compensación, a modo de pago por cultivar un minifundio. En las haciendas de la costa se utilizaba principalmente la aparcería, que se trataba de un sistema mediante el cual el propietario entregaba una parcela e insumos a un campesino a cambio de que se cultive un producto obligatorio, se entregue un pago anual y se venda la producción. Mientras que en la sierra, las haciendas eran entregadas en parte o en su totalidad a arrendatarios campesinos, quienes trabajaban la tierra a cambio de obligaciones que incluían el pago de una renta en dinero, productos o trabajo, y la prestación de servicios personales 

### Crisis y conflictos sociales

#### Problemas de disponibilidad de tierras
Desde los 2 500 a.C, ya hablamos de agricultura, incipiente pero que empezaba a sostener a otras actividades en nacimiento, como la textilería o ganadería. Las culturas preincas, los incas y sucedáneos, fueron mejorando las técnicas agrícolas, adaptándose a las dificultades del terreno andino, y sacándole, el máximo provecho. Estamos hablando de los famosos pisos ecológicos, andenes, climatización de tubérculos y plantas, entre otros. Siendo este, el mayor legado para seguir desarrollando la agricultura familiar, que hoy en día, aporta el 70% de los alimentos, según cifras del Midagri.
Hacia mediados del siglo XX, el Perú enfrentaba una grave crisis de disponibilidad de tierras agrícolas. Desde la década de 1930, la reducción de la mortalidad, impulsada por la erradicación de epidemias, la difusión de vacunas y la expansión de servicios de salud estatales, coincidió con tasas de natalidad elevadas, lo que dio lugar a un importante crecimiento demográfico. Este incremento poblacional generó una escasez de tierras agrícolas.
En este contexto, se desarrolló un círculo vicioso: la insuficiencia de tierras llevó a los campesinos a sobreexplotar los suelos disponibles, lo que provocó erosión y la reducción de la frontera agrícola. Esto, a su vez, hizo necesaria una mayor sobreexplotación del suelo, agravando aún más el problema. Por otro lado, durante este periodo, los procesos de salinización, el empantanamiento, la erosión y la deforestación que afectaron extensas áreas, superaron en gran medida las hectáreas de tierras agrícolas generadas por la irrigación.    

#### Movilizaciones campesinas
A finales de la década de 1950, se agudizó el descontento respecto al ordenamiento agrario establecido hasta entonces, caracterizado por el monopolio de la tierra y la histórica marginalización del campesinado de este recurso. Este sistema agrario estaba estrechamente vinculado a los regímenes de producción y al sistema de poder tradicional heredados de la época colonial.
En este contexto de descontento rural, debido a la creciente diferenciación social y las desigualdades que afectaban a la población campesina, surgieron las primeras movilizaciones campesinas. El primer gran brote de descontento tuvo lugar en el departamento de Pasco a finales de 1959, donde la concentración de la tierra era bastante elevada: el 93% de las tierras arables y pastoriles estaba en manos de diecisiete familias. Esta situación generó tensiones y conflictos en torno al acceso a la tierra entre las comunidades indígenas y los ranchos corporativos. Como respuesta, los comuneros comenzaron a invadir las tierras de las haciendas, un proceso que se intensificó durante los años siguientes. La situación alcanzó un punto crítico en 1962, cuando ocurrió la masacre en la Hacienda Pocayán, en la que la policía reprimió violentamente a los comuneros, dejando muertos y heridos.
Al mismo tiempo, el descontento campesino se extendía en el valle de La Convención, donde los hacendados buscaban incrementar sus ganancias mediante el incumplimiento de los contratos originales. En 1958, varios sindicatos de las haciendas formaron la Federación de Trabajadores Campesinos de La Convención y Lares (FTC). Esta organización presentó una serie de demandas a los hacendados, entre ellas la reducción de las faenas, el pago del arriendo en efectivo y la venta de su producción sin interferencia de los hacendados. Inspirados por la toma de tierras en Pasco, convocaron a una huelga que, bajo el liderazgo de Hugo Blanco, se extendió por todo el valle, lo que conllevó a que los campesinos tomaran el control de facto de las tierras. Sin embargo, la huida de Blanco para evitar su arresto, junto con la represión estatal en Pasco, puso fin a la primera fase de las movilizaciones campesinas en la sierra entre 1959 y 1962 